# Chardara
Chardara (kazakh : Шардара) est une ville de la région de Turkestan au Kazakhstan, près de la frontière de l'Ouzbékistan.

## Présentation
Chardara est traversée par le Syr-Daria sur lequel le barrage de Barrage de Shardara (de) a été construit dans les années 1965–1968.
Elle est le chef-lieu du district de Chardara (en).

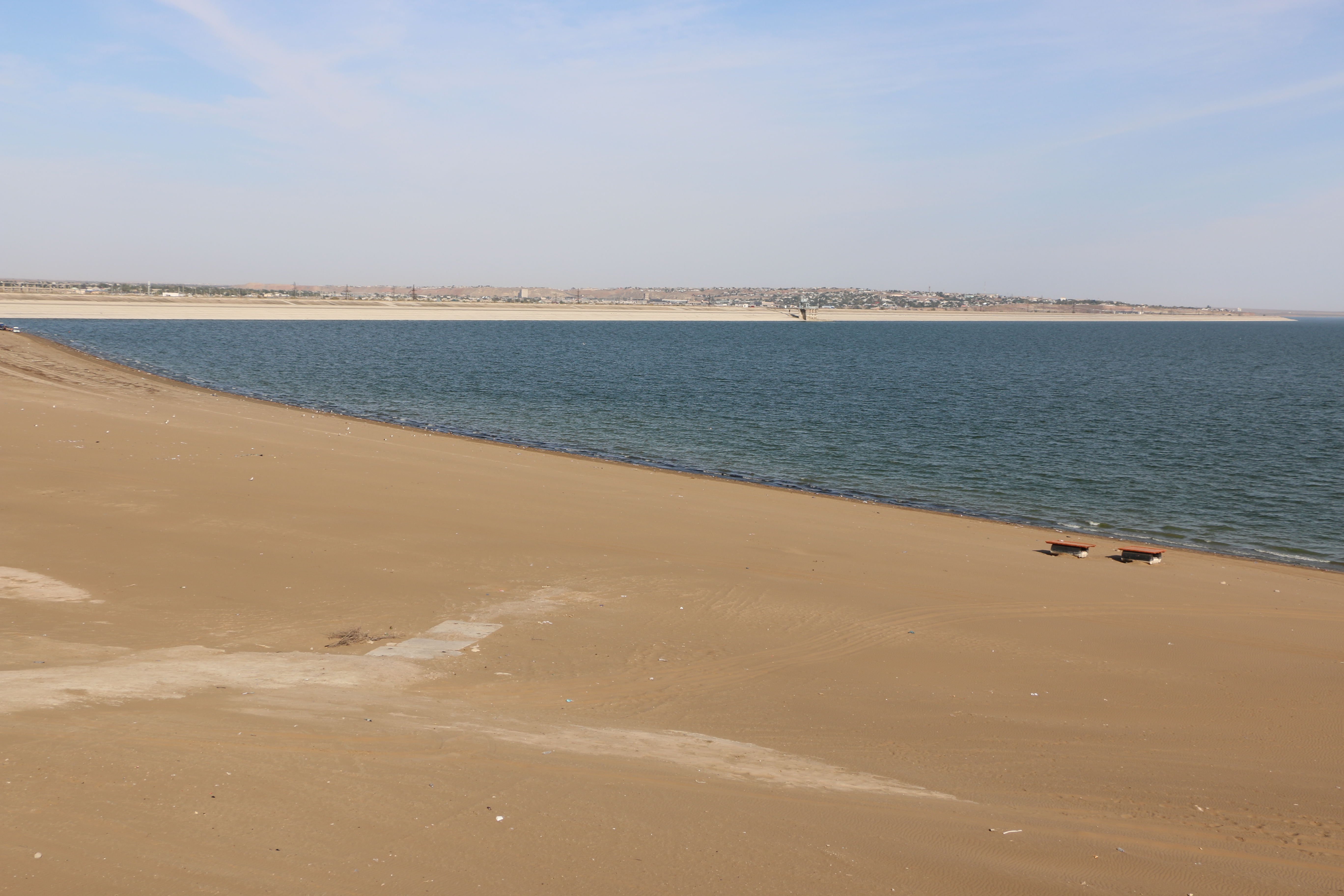
Le réservoir de Chardara.